# Adelostigma
Adelostigma é um género botânico pertencente à família Asteraceae. Este gênero é endêmico da África

## Espécies
Apresenta duas espécies conhecidas:
- Adelostigma athrixioides
- Adelostigma senegalensis